# Hellraiser V – Inferno
Hellraiser V – Inferno ist ein US-amerikanischer Horrorfilm und der fünfte Teil der Hellraiser-Reihe. Nach dem Misserfolg von Hellraiser IV wurde dieser Film direkt für den Video- und DVD-Markt produziert und im Jahre 2000 veröffentlicht. Der Film ist auch bekannt als Hellraiser 5: Inferno. Anders als seine Vorgänger zieht der Film seinen Schrecken weniger aus der direkten Zurschaustellung nackter Gewalt und geschundener Menschen, als aus dem angedeuteten Schrecken zwischen Traum und Realität.

## Inhalt
Joseph Thorne ist ein Polizist, welcher auf die schiefe Bahn geraten ist. Er betrügt seine Frau mit Prostituierten, er nimmt Drogen und fälscht Beweise. Nach dem grausamen Mord an einem ehemaligen Mitschüler nimmt Thorne vom Tatort einen geheimnisvollen Würfel mit und entdeckt einen abgetrennten Kinderfinger. Als er sich mit dem Würfel beschäftigt, entdeckt er einen Mechanismus darin und öffnet das Puzzle. Schon kurz drauf stirbt eine Prostituierte, mit der er die Nacht verbracht hatte. Als er versucht, seine Spuren zu verwischen, wird er auf ein kriminelles Genie aufmerksam, das in Verbrecherkreisen nur als der „Ingenieur“ bekannt ist.
Alle Spuren führen ins Body-Modification-Milieu. Doch jede potentielle Quelle, die er aufsucht, stirbt später. Immer wird ein Finger hinterlassen. Zudem plagen ihn Visionen von geheimnisvollen Wesen. Als sowohl sein Partner, als auch sein Chef ihn im Verdacht haben, die Morde zu begehen oder zumindest krumme Touren zu fahren, wird er zu einem Psychologen geschickt. Nach der ersten zwanglosen Sitzung erzählt ihm der Psychologe von einem ehemaligen Polizeibeamten, der vom „Ingenieur“ in den Wahnsinn getrieben worden sei. Die Box beschwöre Dämonen, die sogenannten Cenobiten. Die Morde nähern sich immer mehr Thornes Umfeld. Es erwischt seine Eltern, seinen Partner und schlussendlich auch seine Tochter und seine Frau. Der Psychologe erscheint am Tatort und verwandelt sich in Pinhead, den Anführer der Cenobiten. Er eröffnet ihm, dass er der Mörder all dieser Menschen ist und die Finger am Tatort von ihm stammen.
Thorne erwacht in der Nacht, in der er den Würfel geöffnet hat. Zunächst denkt er, er hätte geträumt. Als sich aber die Ereignisse wiederholen, setzt er sich an den Schreibtisch und jagt sich eine Kugel in den Kopf. Wieder erwacht er in der ersten Nacht. Er verlässt den Raum und landet dann in seinem alten Kinderzimmer.

## Synchronisation
Die deutsche Synchronfassung entstand bei der FFS Film- & Fernseh-Synchron in München. Peter Stein schrieb das Dialogbuch und führte Regie.
| Rolle                   | Darsteller           | Synchronsprecher      |
| ----------------------- | -------------------- | --------------------- |
| Detective Joseph Thorne | Craig Sheffer        | Leon Boden            |
| Detective Tony Nenonen  | Nicholas Turturro    | Jan Odle              |
| Bernie                  | Nicholas Sadler      | Claus Brockmeyer      |
| Leon Gaultier           | Matt George          | Thomas Rauscher       |
| Melanie Thorne          | Noelle Evans         | Susanne von Medvey    |
| Daphne Sharp            | Sasha Barrese        | Elisabeth von Koch    |
| Mr. Parmagi             | Michael Shamus Wiles | Joachim Höppner       |
| Mother                  | Kathryn Joosten      | Margit Weinert        |
| Captain                 | Carmen Argenziano    | Reinhard Brock        |
| Pinhead                 | Doug Bradley         | Thomas Albus          |
| Dr. Paul Gregory        | James Remar          | Holger Schwiers       |
| Josephs Mutter          | Jessica Elliot       | Simone Brahmann       |
| Krankenschwester        | Winifred Freedman    | Eva Maria Bayerwaltes |
| Älterer Detective       | Christopher Kriesa   | Michael Rüth          |
| Pathologe               | Christopher Neiman   | Michael Schernthaner  |
| Deutscher Professor     | Timothy Oman         | Willi Röbke           |
| Kriminaltechniker       | Brian Sostek         | Niko Macoulis         |
| Chloe                   | Lindsay Taylor       | Daniela Wolko         |

## Auszeichnungen
- Der Film gewann den Video Premiere Award 2001 in der Kategorie Best Visual Effects.
- Zwei Nominierungen für den Video Premiere Award: Best Editing und Best Sound.
- In der deutschen Fassung ab 16 Jahren endet der Film, bevor Thorne erwacht und bemerken muss, dass er nicht geträumt hat. Somit ergibt sich hier eine Art von Happy End.[2]

## Kritiken
„In der fünften Folge der Horror-Serie nehmen Clive Barkers Höllenwesen und ihre blutigen Untaten nur noch geringen Raum ein. Dramaturgisch unausgegoren und überfrachtet, verspielt der oberflächlich moralisierende Film schnell jedes Interesse an seinem blass gezeichneten Protagonisten.“

## Trivia
- Das Budget betrug etwa 2 Mio. US-Dollar.[4]
- Der Pinhead hat nur wenige, kurze Auftritte.
- Der deutsche Rapper Kaisaschnitt gründete 2004 ein Label mit dem Namen Hellraisa Records, über dem er seine Musik vertrieb. Dem 5.    Teil der Hellraiser-Filme entnahm er einige Audiospuren und baute sie als Skits in seine Alben ein. Er war einer der ersten deutschen Rapper, deren  Style an Horrorfilme angelehnt war.